# Isola di Arran
L'isola di Arran (inglese: Isle of Arran; gaelico scozzese: Eilean Arainn) è la più grande isola del Firth of Clyde, in Scozia, e con un'area di 432 km² è la settima più grande isola scozzese. Dal punto di vista amministrativo si trova nell'area di governo locale dell'Ayrshire Settentrionale e secondo il censimento del 2001 aveva una popolazione residente di 5 058 abitanti. Sebbene comunemente associata alle Ebridi, con le quali condivide molte somiglianze fisiche e culturali, queste isole in realtà sono collocate a nord-ovest dall'altro lato della Penisola di Kintyre. Arran è completamente montuosa ed è stata descritta come il "paradiso dei geologi".
Vi sono stati insediamenti continui dall'inizio del periodo neolitico, tempo del quale vi sono numerosi resti preistorici. Dal VI secolo in avanti popoli di lingua goidelica provenienti dall'Irlanda colonizzarono l'isola, che divenne un centro di attività religiosa. Durante la tormentata Epoca vichinga Arran divenne proprietà della corona norvegese prima di essere formalmente assorbita dal regno di Scozia nel XIII secolo. Gli "sgomberi" del XIX secolo condussero a significative riduzioni della popolazione e alla fine della lingua e dello stile di vita gaelico.
L'economia e la popolazione si sono riprese in anni recenti, la principale industria essendo quella turistica. Tra le attrattive dell'isola è da menzionare l'ampia varietà della flora e della fauna, che include tre specie di alberi endemiche dell'area.

## Etimologia
Fin dall'Età del ferro la maggioranza delle isole della Scozia hanno visto l'alternarsi di popolazioni appartenenti ad almeno quattro gruppi linguistici, il che spiega l'incertezza che circonda l'origine ed il significato dei nomi di molte di queste isole. Nel caso di Arran, Mac an Tàilleir (2003) afferma: "si dice che non sia collegato al nome Aran in Irlanda" (che significa "a forma di rene", cfr. irlandese ára "rene"). Fatto insolito per un'isola scozzese, Haswell-Smith (2004) propone una derivazione brittonica e un significato di "luogo alto" che almeno corrisponde alla geografia - Arran è significativamente più elevata di tutta la terra che la circonda lungo le sponde del Firth of Clyde.
Qualsiasi altro nome di luogo brittonico che possa essere esistito fu in seguito soppiantato dai popoli gaelici di lingua goidelica giunti dall'Irlanda attraverso il loro adiacente regno di Dál Riata. Durante l'Epoca vichinga l'isola, insieme alla grande maggioranza delle isole scozzesi, divenne proprietà della corona norvegese, periodo nel quale potrebbe essere stata nota come "Herrey" o "Hersey". In conseguenza di questa influenza norrena, molti attuali toponimi di Arran sono di origine vichinga.

## Geografia e geologia

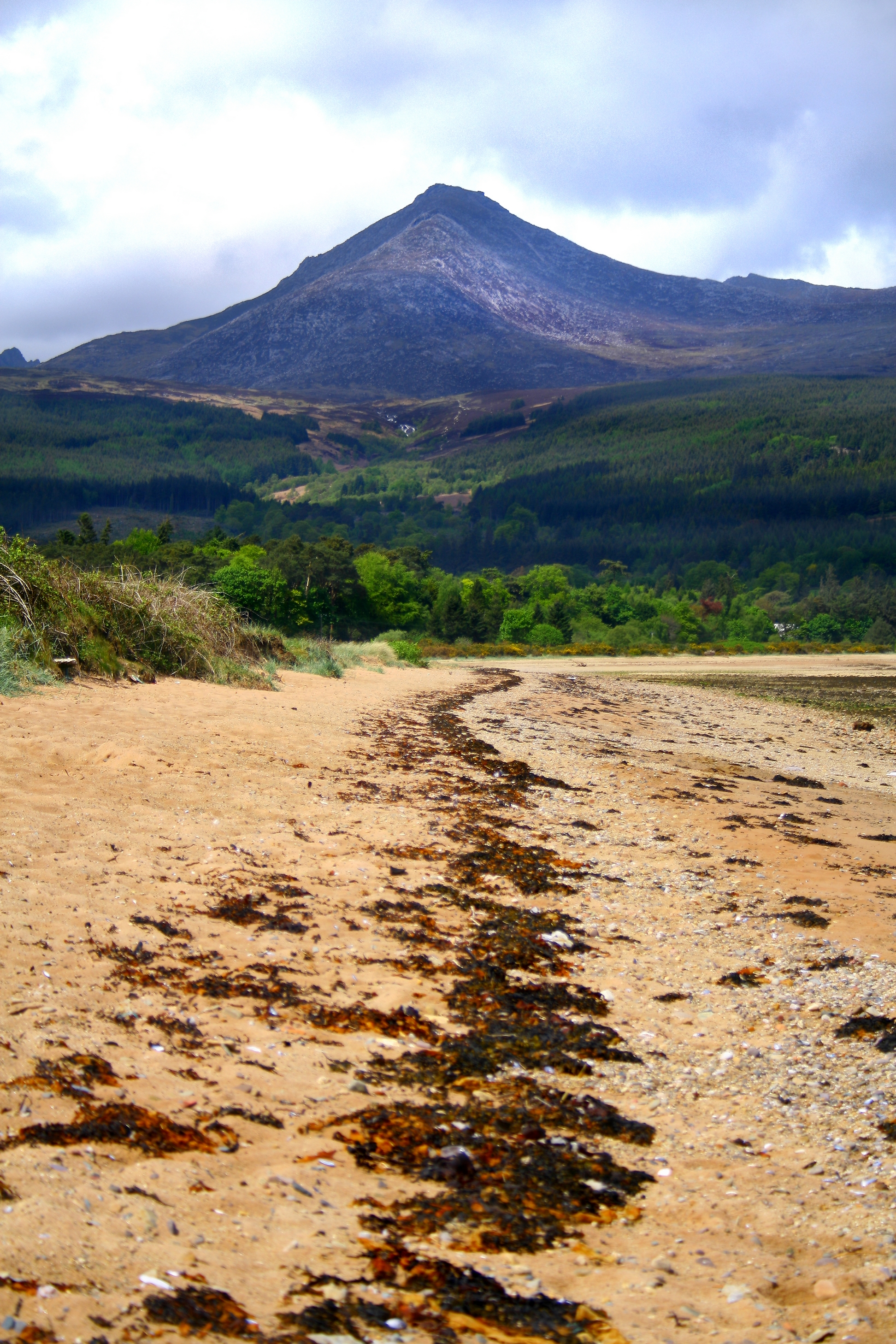
Vista dalla spiaggia di Brodick verso il Goat Fell.

L'isola giace nel Firth of Clyde tra Ayr e Kintyre. Il caratteristico profilo delle colline settentrionali di Arran visto dalla costa di Ayrshire prende il nome di "Guerriero Dormiente" (Sleeping Warrior) a causa della sua somiglianza con una figura umana a riposo. Fra queste colline spicca la cima del Goat Fell a 873,2 m. Altri tre picchi (corbetts) da ricordare, tutti a nord-est, sono il Caisteal Abhail, il Cìr Mhòr e il Beinn Tarsuinn. A nord-ovest, la cima più alta è il Bheinn Bharrain (721 m).
La più grande valle dell'isola è la Glen Iorsa ad ovest, mentre le strette Glen Sannox (gaelico: Gleann Shannaig) e Glen Rosa (gaelico: Gleann Ròsa) ad est circondano il Goat Fell. Nella parte meridionale dell'isola il terreno è meno montuoso, anche se una porzione considerevole dell'interno supera i 350 m e la cima dell'A' Chruach raggiunge i 512 m. ci sono altre due colline (marilyns) a sud, il Tighvein ed il Beinn Bhreac.
L'isola è a volte detta "Scozia in miniatura", perché è divisa anch'essa in terre alte (Highlands) e in terre basse (Lowlands) dalla Highland Boundary Fault, la faglia che attraversa la Scozia da nord-est a sud-ovest. Arran è una meta molto popolare tra i geologi, che vengono a studiare le formazioni di rocce intrusive come sill e dicchi e le rocce sedimentarie e metasedimentarie la cui età va dal Precambriano al Mesozoico. 

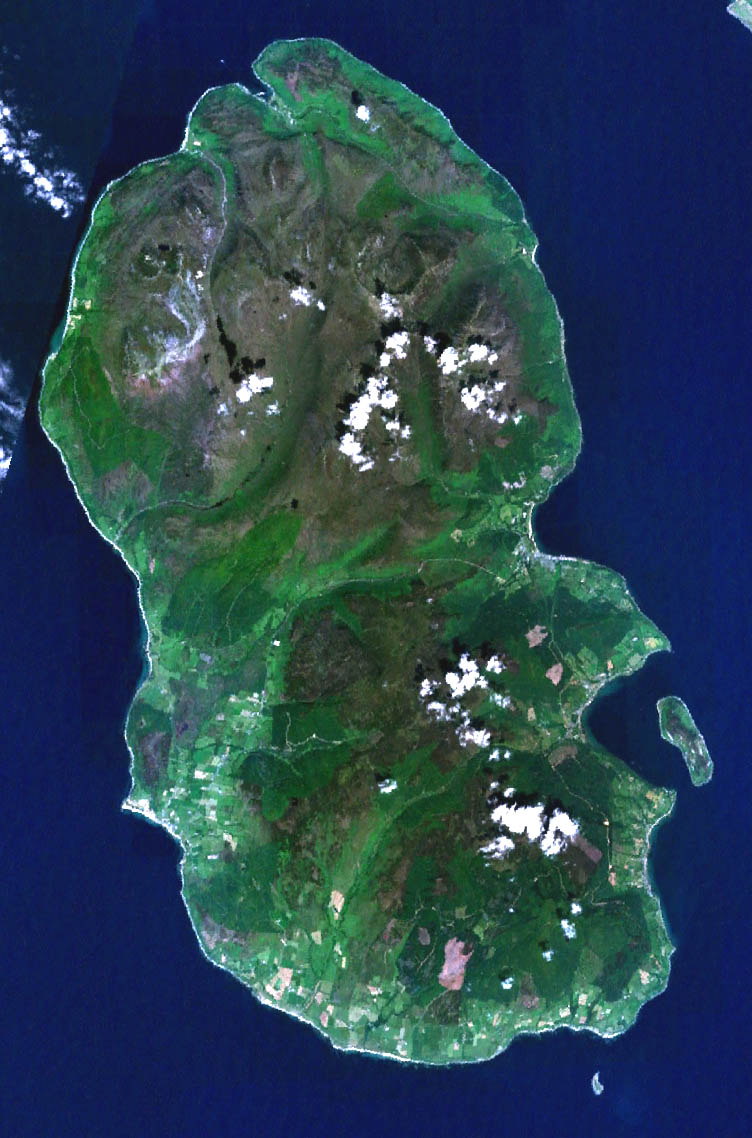
Foto satellitare di Arran. L'isola ad est di Arran è Holy Isle e quella minuscola appena visibile a sud è Pladda.

La parte settentrionale dell'isola è costituita essenzialmente da un vasto batolite di granito, creato da un'intensa attività vulcanica circa 60 milioni di anni fa nel periodo terziario. Il nucleo interno è formato da materiale a grana più fine, mentre l'anello esterno presenta graniti più grossolani. La parte meridionale dell'isola è caratterizzata da rocce sedimentarie, soprattutto del tipo "vecchia e nuova arenaria rossa" (old and new red sandstone), con tracce di folgoriti, segni bucherellati che potrebbero essere stati creati da fulmini del periodo permiano. Nelle arenarie vicino a Brodick vi sono ancora dune di sabbia risalenti al Permiano, nonché affioramenti localizzati di rocce triassiche e perfino un raro esempio di gesso cretacico. Verso la metà del XIX secolo fu aperta una miniera di barite vicino a Sannox ("la sabbiosa"): chiusa dopo alcuni anni dall'11º Duca di Hamilton perché "rovinava la solenne maestosità della scena", fu riaperta dopo la Prima guerra mondiale e chiusa definitivamente nel 1938 quando il filone si esaurì.
Nel 1787, il geologo James Hutton trovò ad Arran il suo primo esempio di una discordanza a nord di Newton Point vicino a Lochranza, che fornì le prove per le sue teorie plutonistiche sull'uniformitarismo e sull'età della Terra. Questo punto è uno dei luoghi più famosi nello studio della geologia.
Le glaciazioni del Pleistocene coprirono quasi interamente la Scozia di ghiaccio ed i picchi più elevati di Arran all'epoca potrebbero essere stati dei nunatak. Dopo l'ultima ritirata del ghiaccio alla fine dell'epoca pleistocenica i livelli marini erano fino a 70 m più bassi del presente ed è probabile che circa 14 000 BP l'isola fosse collegata alla Scozia continentale. I cambiamenti del livello marino e l'innalzamento isostatico delle terre rendono assai complessa la mappatura delle linee di costa post-glaciali, ma è evidente che l'isola è attorniata da spiagge sopraelevate post-glaciali. La grotta di King's Cave sulla costa sud-occidentale è un esempio di formazione rocciosa emergente su una spiaggia sopraelevata. Questa grotta, lunga oltre 30,5 m e alta fino a 15,3 m, si trova ben al di sopra dell'attuale livello del mare. Il lato nord-orientale dell'isola presenta alte scogliere marine, compresi grandi pendii rocciosi sotto le cime di Torr Reamhar e presso Scriden (An Scriodan) all'estremo capo settentrionale.

### Villaggi

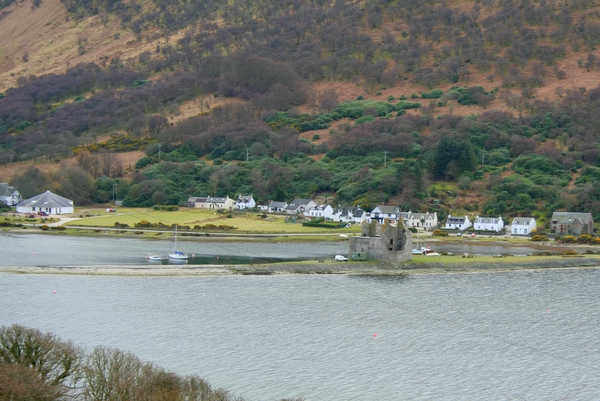
Il villaggio ed il castello di Lochranza.

Arran ha numerosi villaggi (36 in tutto), situati prevalentemente lungo la costa. Il centro principale è Brodick (norreno: "baia ampia"), che è sede del capolinea dei traghetti, di vari alberghi e della maggioranza dei negozi, anche se Lamlash è in effetti il villaggio più grande dell'isola. (Nel 2001 la popolazione di Brodick era di 621 abitanti contro i 1 010 di Lamlash.) Il castello di Brodick è la residenza dei Duchi di Hamilton. Tra gli altri villaggi sono da menzionare Lochranza ("stagno dei sorbi selvatici") a nord, Corrie a nord-est, Blackwaterfoot a sud-ovest, Kildonan a sud e Whiting Bay a sud-est. Catacol ("torrentello del gatto") si trova appena lungo la strada che scende da Lochranza.

### Isole circostanti
Arran è circondata da tre isole minori: Holy Isle si trova ad est di fronte a Lamlash, Pladda è localizzata al largo della costa meridionale di Arran e la minuscola Hamilton Isle si trova appena al largo di Clauchlands Point, 1,2 km a nord di Holy Isle. Eilean na h-Àirde Bàine al largo del sud-ovest di Arran, presso Corriecravie, è uno scoglio che è collegato ad Arran durante la bassa marea.
Altre isole nel Firth of Clyde comprendono Bute, Great Cumbrae e Inchmarnock.

### Clima
L'influenza dell'Oceano Atlantico e della Corrente del Golfo creano un clima oceanico mite. Le temperature sono generalmente fresche, aggirandosi in media intorno a 6 °C in gennaio e a 14 °C in luglio al livello del mare.
Il terreno meno montuoso conferisce alla parte meridionale dell'isola un clima più favorevole della parte settentrionale, mentre la costa est è più riparata dai venti rispetto ai lati ovest e sud.
Le precipitazioni nevose sono rare ed i venti meno frequenti che sulla terraferma. Al pari della maggioranza delle isole situate lungo la costa ovest della Scozia, le piogge sono generalmente copiose, fra i 1500 mm all'anno nel sud e nell'ovest ed i 1900 mm all'anno nel nord e nell'est. Il livello sale ulteriormente sui monti, dove cadono annualmente oltre 2550 mm di pioggia. Maggio e giugno sono i mesi più soleggiati, con una media di oltre 200 ore di insolazione.

## Storia

### Preistoria

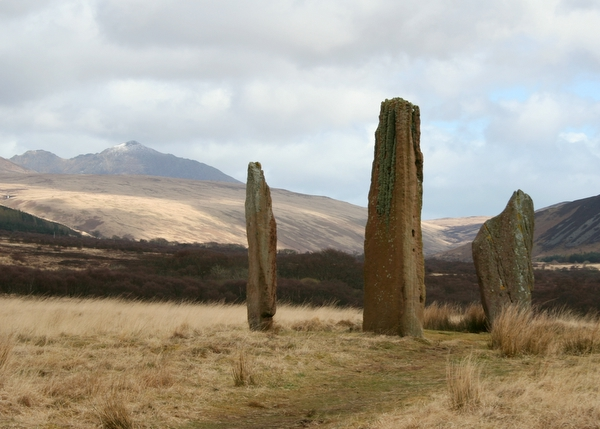
I megaliti di Machrie Moor.

Arran presenta una notevole concentrazione di tombe megalitiche a galleria risalenti al primo Neolitico, chiamate "ometti di Clyde" (Clyde Cairns). Sono formate tipicamente da una pietra rettangolare o trapezodiale e da un tumulo di terra che racchiude una camera rivestita di lastre di pietra più grandi, probabilmente destinata all'internamento. Due notevoli esempi si trovano a Monamore Glen, ad est del villaggio di Lamlash, e sopra la Baia di Whiting (le cosiddette "Tombe dei Giganti"). Vi sono numerose pietre erette risalenti ai tempi preistorici, compresi sei cerchi di pietra a Machrie Moor (gaelico: Am Machaire).
Sono stati portati alla luce anche parecchi siti dell'Età del bronzo, compreso il "Tumulo di Ossian" vicino a Clachaig e un ometto vicino a Blackwaterfoot, dove sono stati trovati un pugnale di bronzo e una fascia d'oro. Torr a' Chaisteal Dun a sud-ovest, nei pressi di Sliddery, ospita i resti di una struttura fortificata dell'Età del ferro risalente al 200 d.C. Le mura originali erano spesse 3 m o più e racchiudevano un'area circolare di circa 14 m di diametro.

### Gaelici, Vichinghi e l'era medievale
Arran è citata in un antico poema irlandese intitolato Agalllamh na Senorach, registrato per la prima volta nel XIII secolo, che descrive le bellezze dell'isola.

Arran dai molti cervi,
Il mare s'infrange contro le sue falde,
Compagnie di uomini possono trovarvi cibo,
Lance azzurre si fanno rosse tra i suoi massi.
Gaie cerve sono tra le sue colline,
Succose bacche vi si trovano per cibo,
Acqua dissetante nei suoi torrenti,
Noci in abbondanza nel bosco.

Arran fu uno dei centri della predicazione cristiana in Scozia a partire dal VI secolo. Il monastero di Aileach, che si dice fu fondato da San Brendano, potrebbe essere stato su quest'isola, dove operò anche San Molaise, la cui sede principale era su Holy Isle. Le grotte sotto Keil Point (gaelico: Rubha na Cille) contengono una lastra che potrebbe essere stata un antico altare. Su di essa sono incisi dei petrosomatoglifi, le impronte di due piedi destri, che secondo la leggenda apparterrebbero a San Columba.
Nell'XI secolo Arran entrò a far parte delle Sodor (norreno: Suðr-eyjar), o Isole Meridionali del Regno di Man e delle Isole. Alla morte di Godred Crovan nel 1095 tutte le isole passarono sotto il dominio diretto di Magnus III di Norvegia, fino a quando Lagman (1103–1104) restaturò il governo locale. Dopo la morte di Somerled, Arran e Bute furono governate da suo figlio Angus. Nel 1237, le isole scozzesi si separarono completamente dall'Isola di Man e divennero un regno indipendente, prima di essere cedute alla corona scozzese nel 1266 dal Trattato di Perth. Un'importante tomba vichinga è stata scoperta vicino a King's Cross, a sud di Lamlash, contenente ossa di balena, borchie e chiodi di ferro, frammenti di bronzo ed una moneta di bronzo del IX secolo, mentre da un'altra tomba vicina, risalente ad un analogo periodo, sono venuti alla luce una spada e uno scudo. Arran fu anche parte del vescovato medievale di Sodor e Man.
Sul lato opposto dell'isola vicino a Blackwaterfoot si trova la Grotta del Re (King's Cave), già citata, dove secondo la leggenda Robert Bruce, ovvero Roberto I di Scozia, si sarebbe rifugiato nel XIV secolo. Bruce ritornò nell'isola nel 1326, dopo aver concesso terre a Fergus MacLouis come ricompensa per l'aiuto fornitogli durante il suo rifugio ad Arran. Il Castello di Brodick ebbe una parte significativa nella storia medievale dell'isola. Probabilmente risalente al XIII secolo, fu catturato dalle forze inglesi durante le Guerre di indipendenza scozzesi, prima di essere riconquistato dalle truppe scozzesi nel 1307. Gravemente danneggiato dalle azioni delle navi inglesi nel 1406, subì un pesante attacco da parte di John di Islay, il Signore delle Isole, nel 1455. Originariamente sede del Clan Stewart di Menteith, passò poi al Clan Boyd nel XV secolo.

### Era moderna
Al principio dell'era moderna James, duca di Hamilton, divenne consigliere privato di Giacomo IV di Scozia e lo aiutò ad organizzare il suo matrimonio con la principessa Margherita Tudor d'Inghilterra. Come ricompensa fu nominato duca di Arran nel 1503. Per gran parte di questo periodo l'economia locale, essenzialmente agricola, si basò sul sistema del run rig, le cui principali colture erano avena, orzo e patate. Nel frattempo la popolazione dell'isola crebbe lentamente fino a quasi 6.500 unità: ai primi del XIX secolo, Alexander, decimo duca di Hamilton (1767–1852), avviò però un drastico programma di sgomberi che decimò il numero degli abitanti. Il risultato finale di questi "miglioramenti" fu che la terra venne ceduta in affitto a ventisette famiglie convertite in un'unica fattoria. In alcuni casi, fu offerta in alternativa della terra in Canada per ogni maschio adulto che avesse scelto di emigrare. Nell'aprile del 1829, ad esempio, 86 isolani salirono a bordo del brigantino Caledonia per la traversata di due mesi, metà delle loro spese di viaggio essendo pagata dal Duca. Tuttavia, all'arrivo in Québec solo 41 ettari furono messi a disposizione dei capi delle famiglie allargate. In questo modo, interi villaggi furono eliminati e la cultura gaelica dell'isola devastata. Lo scrittore James Hogg scrisse: "Ah! Me misero. Sento che i contadini del Duca di Hamilton stanno andando via, uomo e figlio di madre, dall'Isola di Arran. Pietà di noi!". Sulla riva vicino a Lamlash, un discendente canadese degli emigranti di Arran ha fatto erigere un monumento per ricordare quei tristi giorni e quella che fu una vera e propria pulizia etnica ante litteram.
Quadro degli andamenti della popolazione
| Anno | Popolazione |
| 1755 | 3 646       |
| 1782 | 5 804       |
| 1821 | 6 600       |
| 1841 | 6 241       |
| 1881 | 4 730       |
| 1891 | 4 824       |

| Anno | Popolazione |
| 1931 | 4 506       |
| 1961 | 3 700       |
| 1971 | 3 564       |
| 1981 | 3 845       |
| 1991 | 4 474       |
| 2001 | 5 058       |

## Gaelico
Il gaelico era ancora ampiamente parlato ad Arran all'inizio del XX secolo. Il Censimento del 1901 registrava il 25-49% di parlanti gaelici sul lato orientale dell'isola ed il 50-74% su quello occidentale. Entro il 1921 la percentuale per l'intera isola si era ridotta a meno del 25%, oscillando da allora nell'intervallo vago dello 0-24,9%. Tuttavia, il linguista Nils Holmer cita il Féillire (un almanacco gaelico) che riportava 4 532 abitanti sull'isola nel 1931, di cui 605 parlanti gaelici, mostrando che il gaelico era sceso a circa il 13% della popolazione. Continuò a declinare fino alla morte dell'ultimo parlante gaelico avvenuta negli anni novanta. L'1,6% di parlanti gaelici del Censimento 1991 e l'1,5% del Censimento 2001 derivano da parlanti gaelici di altre aree che si sono stabiliti sull'isola.
Il gaelico di Arran è abbastanza ben documentato. Holmer condusse ricerche sul campo sull'isola nel 1938, riportando che il gaelico era parlato da "un discreto numero di anziani abitanti". Intervistò 53 soggetti di varie località e nel 1957 pubblicò Il gaelico di Arran (The Gaelic of Arran), un volume di 211 pagine che fornisce un'ampia descrizione della lingua locale con informazioni fonologiche, grammaticali e lessicali. L'altra opera Rilevamento dei dialetti gaelici della Scozia (Survey of the Gaelic Dialects of Scotland), che raccoglieva dati sui dialetti gaelici parlati in Scozia fra il 1950 e il 1963, conteneva ugualmente interviste a 5 parlanti nativi del gaelico di Arran.
Il dialetto di Arran si inserisce stabilmente nel gruppo meridionale dei dialetti gaelici (denominati i dialetti "periferici" negli studi celtici) e mostra pertanto:
- un colpo di glottide che sostituisce uno iato dell'antico irlandese, ad es. rathad "strada" /rɛʔət̪/[44] (normalmente /rˠa.ət̪/)
- la caduta di /h/ tra le vocali, ad es. athair "padre" /aəɾ/[44] (normalmente /ahəɾʲ/)
- la conservazione di una l, n ed r lunga, ad es. fann "debole"' /fan̪ˠː/[44] (normalmente /faun̪ˠ/ con dittongazione).

La caratteristica più insolita del gaelico di Arran è il suono intermedio /w/ dopo le labiali davanti ad una vocale anteriore, ad es. math "buono" /mwɛh/ (normalmente /mah/).
Mac an Tàilleir (2003) nota che l'isola ha un nome poetico, Arainn nan Aighean Iomadh ("Arran dai molti cervi"), e che un nativo dell'isola o Arannach è soprannominato anche coinean mòr in gaelico, che significa "grosso coniglio". Localmente, Arainn era pronunciato /ɛɾɪɲ/.

## Governo locale

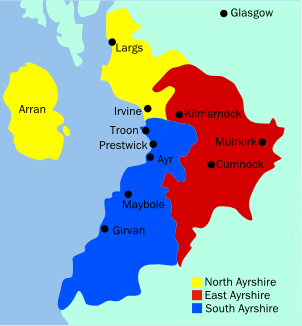
Localizzazione di Arran dentro l'Ayrshire.

Dal XVII secolo alla fine del XX secolo, Arran fece parte della Contea di Bute. Dopo la riorganizzazione del governo locale scozzese nel 1975, Arran entrò a far parte del distretto di Argyll e Bute, nella regione di Strathclyde.
Questo sistema di governo locale a due livelli durò fino alla riforma del 1994, entrata in vigore nel 1996. Regioni e distretti furono aboliti e sostituiti da 32 autorità unitarie. Arran si trova ora nell'area amministrativa dell'Ayrshire Settentrionale, insieme ad alcune delle isole che costituivano l'antica Contea di Bute.

## Trasporti
Arran è collegata alla terraferma scozzese da due traghetti della Caledonian MacBrayne, uno da Brodick ad Ardossan e l'altro (solo in estate) da Lochranza a Claonoaig. Nel periodo estivo, i trasporti sono assicurati anche da navi, in particolare dal caratteristico piroscafo a pale PS Waverley e da un privato locale che collega Arran alla vicina Holy Isle.

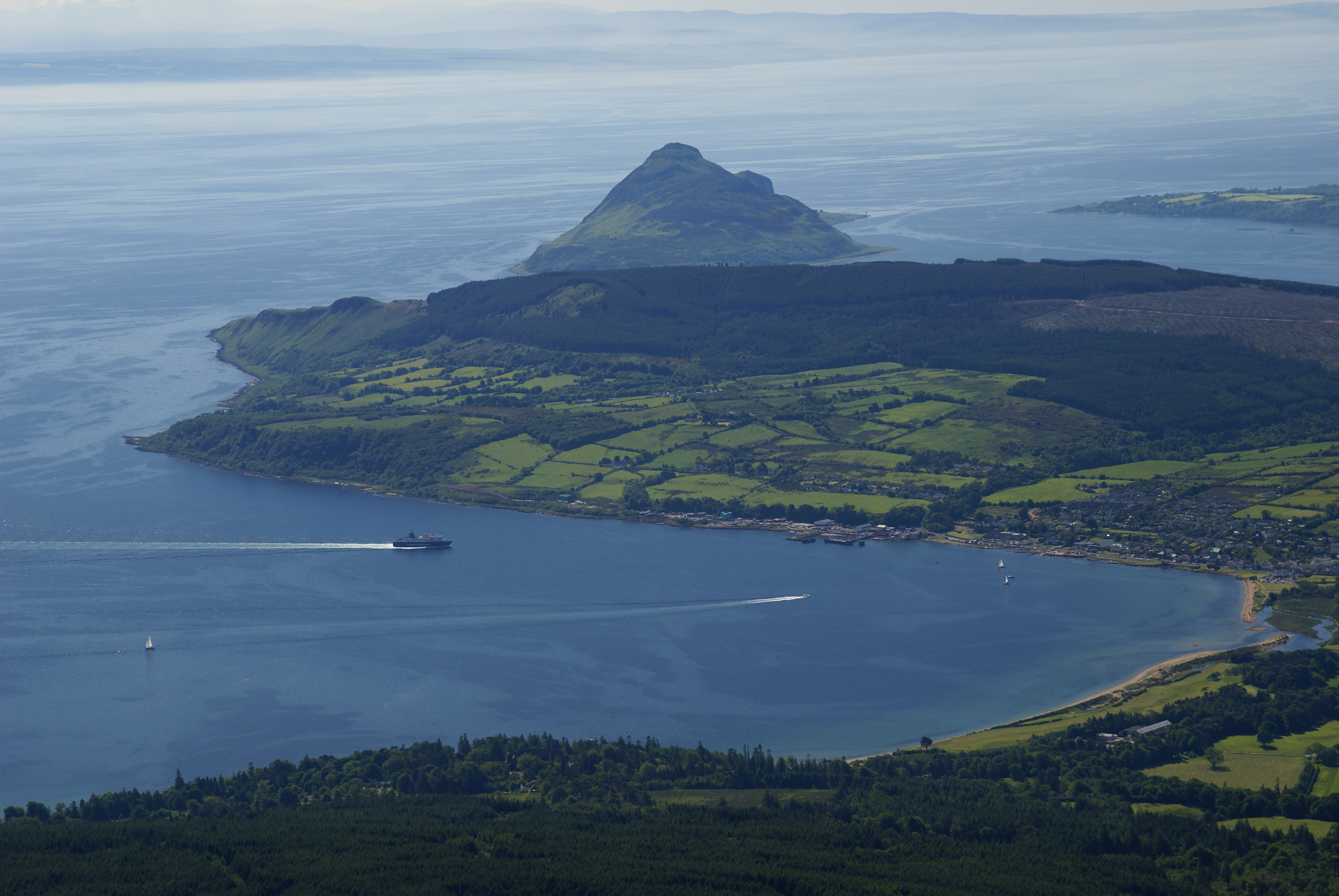
Un traghetto della Caledonian MacBrayne si avvicina a Brodick. Visto dalla cima del Goat Fell.

Esiste un buon sistema di strade, percorribili anche in auto. In particolare, è da citare la lunga strada costiera di 90 km che circumnaviga l'isola, per poi avventurarsi nell'interno, dove si collega ad altre vie minori.
Sull'isola è presente anche un servizio di autobus pubblici.

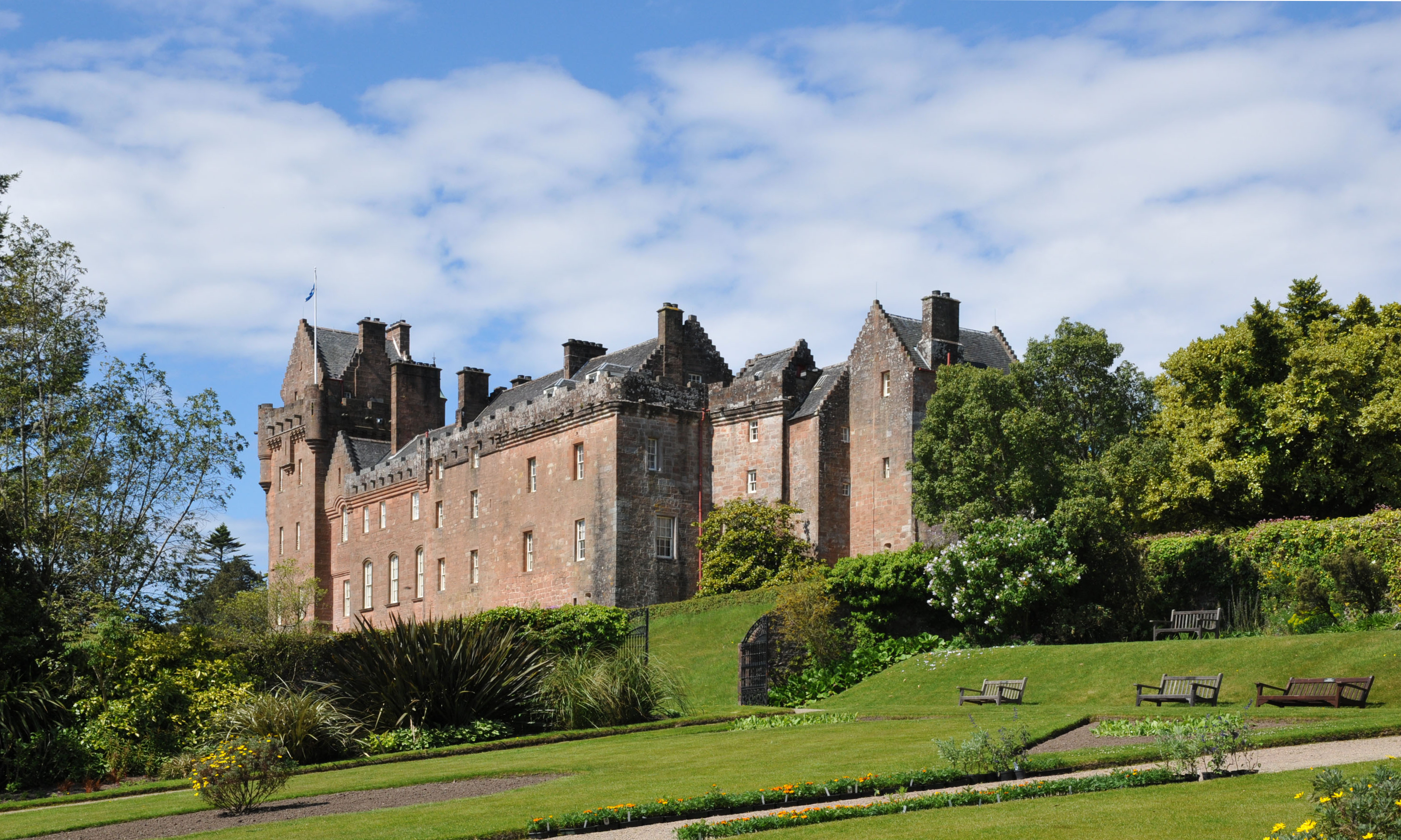
Il Castello di Brodick, simbolo dell'isola

## Economia

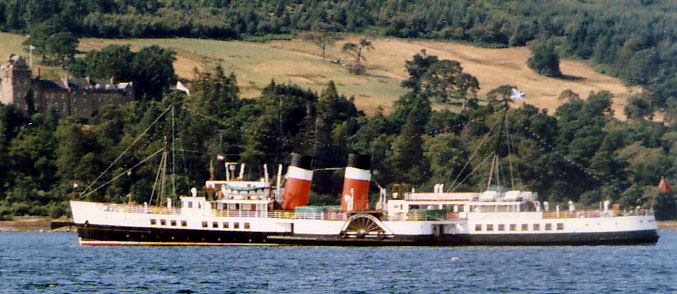
Il PS Waverley di fronte al Castello di Brodick.

La principale industria dell'isola è il turismo, una delle cui più notevoli attrazioni è l'imponente Castello di Brodick, di proprietà del National Trust for Scotland. Tra le strutture ricettive è da citare l'Auchrannie Resort, che è anche una delle principali fonti di lavoro dell'isola. Piccole aziende locali sono la Distilleria di Arran e la Arran Aromatics, specializzata in articoli da toeletta. L'agricoltura e la silvicoltura sono altre importanti attività economiche.
La Arran Brewery è una microbirreria fondata nel 2000 a Cladach, vicino a Brodick, che produce 8 diverse qualità di birra in fusti (non filtrata) ed in bottiglia (filtrata), ampiamente diffuse in tutta la Scozia. La birra di frumento, Arran Blonde (5,0% di alcol), è la marca più popolare.

## Flora e fauna

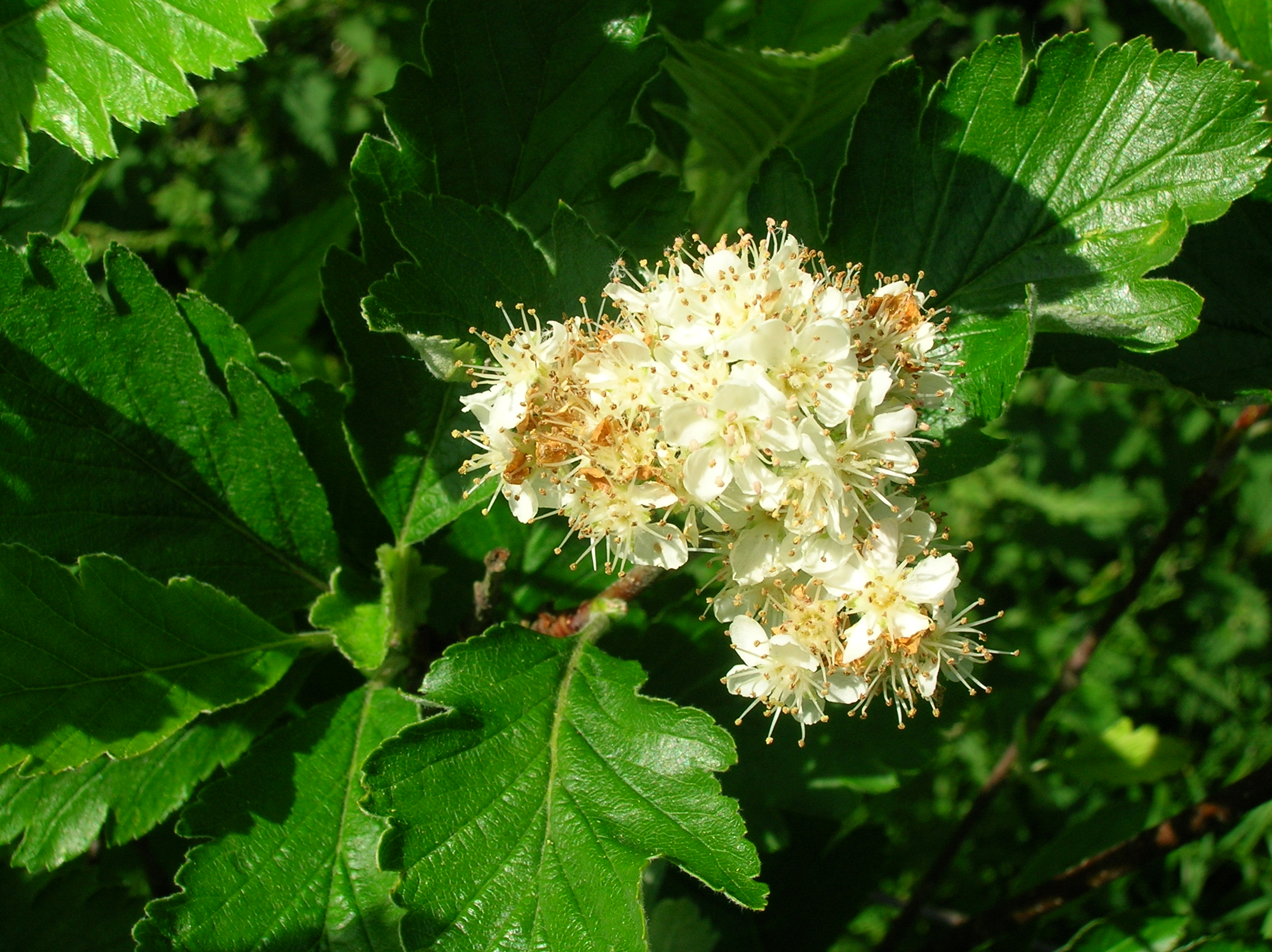
Sorbus arranensis in fiore presso Eglinton Country Park (Irvine).

L'isola di Arran è assai interessante dal punto di vista naturalistico. Particolarmente importanti sono le tre specie di alberi endemiche (cioè native), i cosiddetti "sorbi di Arran" (Arran Whitebeams). Si tratta del sorbo di Arran (Arran Whitebeam o Sorbus arranensis), il frassino montano bastardo (Bastard Mountain Ash) o sorbo dalle foglie tronche (Cut-leaved Whitebeam o Sorbus pseudofennica) ed il sorbo di Catacol (Catacol Whitebeam o Sorbus pseudomeinichii). Assai rari e delicati, questi alberi sono attentamente protetti e controllati a Glen Diomhan nei pressi di Glen Catacol, nel nord dell'isola. Crescono tipicamente sulle pendici dei monti, ma si adattano anche ad altitudini inferiori, ad esempio nel Brodick Country Park.
Su Arran sono state registrate oltre 200 specie di uccelli, tra i quali l'uria nera, l'edredone, il falco pellegrino e l'aquila reale. Sembrano invece del tutto scomparse le pernici bianche ancora visibili nel 1981. Anche il gracchio corallino non si riproduce più sull'isola.
Fra le altre specie di animali che popolano l'isola sono da ricordare il cervo europeo (numeroso sulle colline settentrionali), lo scoiattolo comune, il tasso, la lontra europea, il marasso e la lucertola comune. Nelle acque al largo nuotano focene, squali elefante e varie specie di delfini.